# Association of Lunar and Planetary Observers
Association of Lunar and Planetary Observers (ALPO), en español "Asociación Norteamericana de Observadores Lunares y Planetarios"; tiene varias secciones, una de ellas dedicada a la Luna y al estudio de los T.L.P.. Han organizado varias campañas de cartografiado de las zonas oscuras denominadas Luna incógnita que han servido a los selenógrafos hasta la llegada de las sondas Clementine y Lunar Prospector.
- Datos: Q927923